# Festival Eurovisão da Canção 1984
O Festival Eurovisão da Canção 1984 (em inglês: Eurovision Song Contest 1984 e em francês: Concours Eurovision de la chanson 1984) foi o 29º Festival Eurovisão da Canção e realizou-se em 5 de Maio de 1984 em Luxemburgo. 
A apresentadora foi Désirée Nosbusch. Nosbusch, com apenas 19 anos de idade na época, abriu o certame de forma descontraída, o que era bastante incomum na época. Manifestou a sua fluência em 5 línguas, quando ela mudou entre inglês, francês, alemão, italiano e luxemburguês no decorrer de seu discurso, muitas vezes na mesma frase. O trio sueco Herreys foi o vencedor deste ano, interpretando o tema "Diggi-Loo Diggi-Ley". Foi a primeira edição em que foi transmitida em estéreo em alguns países.

## Local
O Festival Eurovisão da Canção 1984 ocorreu na capital do Luxemburgo. A cidade do Luxemburgo é uma comuna de Luxemburgo com status de cidade, pertencente ao distrito de Luxemburgo e ao cantão de Luxemburgo. Luxemburgo é uma cidade muito desenvolvida em seu comércio e nas indústrias. Luxemburgo é uma das cidades mais ricas da Europa e tornou-se um importante centro financeiro e administrativo. A cidade do Luxemburgo contém várias instituições da União Europeia, incluindo o Tribunal de Justiça Europeu, o Tribunal de Contas e o Banco Europeu de Investimento.
O festival em si realizou-se no Grand Théâtre de Luxembourg, inaugurado em 1964 como Théâtre Municipal de la Ville de Luxembourg, é uma das maiores salas de espetáculos do país para teatro, ópera e ballet. Passou por obras de renovação em 2002–2003, resultando em melhorias substanciais nas instalações de tecnologia de palco, acústica e iluminação.

## Formato
Inicialmente, existiram rumores de que o Luxemburgo não poderia receber a edição de 1984 devido ao facto de não ter um local adequado para o realizar. No entanto, optou-se pelo Grand Théâtre de Luxembourg, que já tinha recebido a edição de 1973, mas o acesso era limitado: apenas foram permitidos entrar as delegações, a imprensa e alguns convidados VIP. De entre as personalidades que assistiram ao festival ao vivo no recinto estavam o futuro grão-duque Henrique de Luxemburgo e a sua esposa Maria Teresa de Luxemburgo.
Grécia e Israel desistiram do concurso, este último devido ao facto do certame ter tido lugar no mesmo dia do que o Yom HaZikaron, o Dia da Lembrança dos Soldados Mortos de Israel.
O certame foi transmitido em mais de 30 países, entre os quais a União Soviética, com alguns deles a transmitir pela primeira vez em estéreo. Esta edição foi a menor em cerca de 10 anos, com apenas 2 horas e 13 minutos de emissão.
O núcleo da equipa técnica foi formado por René Steichen (direção), Ray van Kant, Mariette Dumont, Patrick Seyler e Arlette Goebel (produção executiva), Roland de Groot (cenografia) e Pierre Cao (direção musical).

## Visual
A introdução consistia na transmissão de imagens aéreas do país anfitrião, terminando com o maestro Pierre Cao a dirigir a orquestra com o instrumental das canções vencedoras pelo Luxemburgo.
A orquestra, dirigida por Pierre Cao, localizava-se num fosso, em frente ao palco. O palco, da autoria de Roland de Groot (que já tinha sido o autor dos palcos das edições de 1970, 1976 e 1980), consistia em painéis móveis cujas diferentes montagens deram profundidade ao pequeno palco, com três pódios com escadas, bem como uma série de figuras geométricas planas, que a princípio formavam um "4", referindo-se ao ano em curso: essas figuras mudavam de posição de acordo com as atuações; todos esses elementos foram iluminados por dentro. O quadro de votação estava localizado à esquerda do palco. A mesa do supervisor estava localizada à direita. Pela primeira vez, a produção utilizou animações geradas por computador, especialmente para abertura e para os cartões postais.
A apresentadora foi Désirée Nosbusch, que conduziu o certame de forma descontraída, falando aos espectadores em inglês, francês, alemão, italiano e luxemburguês e, devido à sua grande fluência nestes idiomas, falava estas 5 línguas, muitas vezes na mesma frase. Curiosamente, o diretor musical, Pierre Cao, foi seu professor de música na escola.
Os cartões postais consistiram em imagens geradas por computador em que estereótipos foram intercalados com carimbos do país correspondente, sempre em tom humorístico. Não em vão, estes sketches foram realizados por um grupo de comediantes parisienses batizados para a ocasião com o nome de "Turistas". Da mesma forma, e como aconteceu em Harrogate em 1982, antes do início de cada apresentação, as câmeras focaram no comentarista da respectiva televisão, quando muitas delas aproveitaram a oportunidade para saudar os espectadores.
O intervalo foi ocupado pelos artistas da Prague Theatre of Illuminated Drawings, com um número de mímica que girava em torno do diálogo silencioso entre um palhaço e um cavalo, ambos manipulados por cordas.
Pela primeira vez na história do concurso, uma música e seus artistas foram vaiados pelo público. Tratpu-se da canção inglesa e o grupo Belle & The Devotions, composto por Kit Rolfe, Laura James e Linda Sofield. A causa deste incidente ainda é difícil de determinar. Duas hipóteses são geralmente avançadas: em primeiro lugar, uma reação dos espectadores de Luxemburgo aos eventos que ocorreram a 16 de novembro de 1983, pois nesse dia, depois de uma partida de futebol entre as equipes inglesa e luxemburguesa, hooligans britânicos saquearam a cidade de Luxemburgo, causando danos generalizados e indignação do público luxemburguês; em segundo lugar, uma reação dos espectadores a um truque presumido da atuação, pois parecia que apenas Rolfe estava a cantar.

## Votação
Cada país tinha um júri composto por 11 elementos, que atribuiu 12, 10, 8, 7, 6, 5, 4, 3, 2, 1 pontos às dez canções mais votadas.
O supervisor executivo da EBU foi Frank Naef.
Durante a votação, a câmera fez vários close-ups dos artistas. Em particular, a banda Bravo, Herreys e Linda Martin apareceram.
Na primeira parte do procedimento, o placar apresentava na tela um fundo preto. Mas depois do voto belga, o fundo ficou azul.

## Participações individuais
Predefinição:Participações Individuais ESC1984

## Participantes

Países participantes

| País          | Título original da Canção            | Artista                    | Processo                                                  | Data da Selecção        |
| País          | Tradução em Português                | Idiomas de Interpretação   | Processo                                                  | Data da Selecção        |
| ------------- | ------------------------------------ | -------------------------- | --------------------------------------------------------- | ----------------------- |
| Alemanha      | "Aufrecht geh'n"                     | Mary Roos                  | Ein lied für Luxemburg 1984                               | 29 de março de 1984     |
| Alemanha      | Seguir alto                          | Alemão                     | Ein lied für Luxemburg 1984                               | 29 de março de 1984     |
| Áustria       | "Einfach weg"                        | Anita                      | Österreichische Vorausscheidung 1984                      | 22 de março de 1984     |
| Áustria       | Simplesmente Ausente                 | Alemão                     | Österreichische Vorausscheidung 1984                      | 22 de março de 1984     |
| Bélgica       | "Avanti la vie"                      | Jacques Zegers             | Finale Nationale - Eurovision 1984                        | 2 de março de 1984      |
| Bélgica       | Avante a Vida                        | Francês                    | Finale Nationale - Eurovision 1984                        | 2 de março de 1984      |
| Chipre        | "Anna Maria Lena" (Άννα Μαρία Λένα)  | Andy Paul                  | Kíprii Telikoú tis Diagonismós Tragoudioú Eurovision 1984 | -                       |
| Chipre        | Anna Maria Lena                      | Grego                      | Kíprii Telikoú tis Diagonismós Tragoudioú Eurovision 1984 | -                       |
| Dinamarca     | "Det' lige det"                      | Hot Eyes                   | Dansk Melodi Grand-Prix 1984                              | 18 de fevereiro de 1984 |
| Dinamarca     | É justamente isso                    | Dinamarquês                | Dansk Melodi Grand-Prix 1984                              | 18 de fevereiro de 1984 |
| Espanha       | "Lady, Lady"                         | Bravo                      | Selecção Interna                                          | -                       |
| Espanha       | Senhora, Senhora                     | Castelhano                 | Selecção Interna                                          | -                       |
| Finlândia     | "Hengaillaan"                        | Kirka                      | Euroviisut 1984                                           | 18 de fevereiro de 1984 |
| Finlândia     | Vamos esperar                        | Finlandês                  | Euroviisut 1984                                           | 18 de fevereiro de 1984 |
| França        | "Autant d'amoureux que d'étoiles"    | Annick Thoumazeau          | Sélection Française - Eurovision 1984                     | 25 de março de 1984     |
| França        | Tantos apaixonados como estrelas     | Francês                    | Sélection Française - Eurovision 1984                     | 25 de março de 1984     |
| Irlanda       | "Terminal 3"                         | Linda Martin               | National Song Contest 1984                                | 31 de março de 1984     |
| Irlanda       | Terminal 3                           | Inglês                     | National Song Contest 1984                                | 31 de março de 1984     |
| Itália        | "I treni di Tozeur"                  | Alice & Franco Battiato    | Selecção Interna                                          | -                       |
| Itália        | Os comboios de Tozeur                | Italiano & Alemão          | Selecção Interna                                          | -                       |
| Iugoslávia    | "Ciao, amore"                        | Vlado & Isolda             | Pjesma Eurovizije 1984                                    | 23 de março de 1984     |
| Iugoslávia    | Adeus meu amor                       | Servo-croata               | Pjesma Eurovizije 1984                                    | 23 de março de 1984     |
| Luxemburgo    | "100% d'amour"                       | Sophie Carle               | Selecção Interna                                          | -                       |
| Luxemburgo    | 100% de amor                         | Francês                    | Selecção Interna                                          | -                       |
| Noruega       | "Lenge leve livet"                   | Dollie de Luxe             | Melodi Grand-Prix 1984                                    | 7 de abril de 1984      |
| Noruega       | Viva a vida                          | Norueguês                  | Melodi Grand-Prix 1984                                    | 7 de abril de 1984      |
| Países Baixos | "Ik hou van jou"                     | Maribelle                  | Nationaal Songfestival 1984                               | 14 de março de 1984     |
| Países Baixos | Amo-te                               | Holandês                   | Nationaal Songfestival 1984                               | 14 de março de 1984     |
| Portugal      | "Silêncio e Tanta Gente"             | Maria Guinot               | Festival RTP da Canção 1984                               | 7 de março de 1984      |
| Portugal      | Silêncio e Tanta Gente               | Português                  | Festival RTP da Canção 1984                               | 7 de março de 1984      |
| Reino Unido   | "Love Games"                         | Belle & the Devotions      | A song for Europe 1984                                    | 4 de abril de 1984      |
| Reino Unido   | Jogos de amor                        | Inglês                     | A song for Europe 1984                                    | 4 de abril de 1984      |
| Suécia        | "Diggi-Loo Diggi-Ley"                | Herreys                    | Melodifestivalen 1984                                     | 25 de fevereiro de 1984 |
| Suécia        | Diggi-Loo Diggi-Ley                  | Sueco                      | Melodifestivalen 1984                                     | 25 de fevereiro de 1984 |
| Suíça         | "Welche Farbe hat der Sonnenschein?" | Rainy Day                  | Finale Svizzera 1984                                      | 4 de fevereiro de 1984  |
| Suíça         | De que cor é a luz do sol?           | Alemão                     | Finale Svizzera 1984                                      | 4 de fevereiro de 1984  |
| Turquia       | "Halay"                              | Beş Yıl Önce, On Yıl Sonra | Eurovision Şarkı Yarışması Türkiye Finali 1984            | 25 de fevereiro de 1984 |
| Turquia       | Halay                                | Turco                      | Eurovision Şarkı Yarışması Türkiye Finali 1984            | 25 de fevereiro de 1984 |

## Festival
| #   | País          | Idioma            | Artista                    | Canção                               | Lugar | Pontuação |
| --- | ------------- | ----------------- | -------------------------- | ------------------------------------ | ----- | --------- |
| 1º  | Suécia        | Sueco             | Herreys                    | "Diggi-Loo Diggi-Ley"                | 1º    | 145       |
| 2º  | Luxemburgo    | Francês           | Sophie Carle               | "100% d'amour"                       | 10º   | 39        |
| 3º  | França        | Francês           | Annick Thoumazeau          | "Autant d'amoureux que d'étoiles"    | 8º    | 61        |
| 4º  | Espanha       | Castelhano        | Bravo                      | "Lady, Lady"                         | 3º    | 106       |
| 5º  | Noruega       | Norueguês         | Dollie de Luxe             | "Lenge leve livet"                   | 17º   | 29        |
| 6º  | Reino Unido   | Inglês            | Belle & the Devotions      | "Love Games"                         | 7º    | 63        |
| 7º  | Chipre        | Grego             | Andy Paul                  | "Anna Maria Lena" (Άννα Μαρία Λένα)  | 15º   | 31        |
| 8º  | Bélgica       | Francês           | Jacques Zegers             | "Avanti la vie"                      | 5º    | 70        |
| 9º  | Irlanda       | Inglês            | Linda Martin               | "Terminal 3"                         | 2º    | 137       |
| 10º | Dinamarca     | Dinamarquês       | Hot Eyes                   | "Det' lige det"                      | 4º    | 101       |
| 11º | Países Baixos | Holandês          | Maribelle                  | "Ik hou van jou"                     | 13º   | 34        |
| 12º | Iugoslávia    | Servo-Croata      | Vlado & Isolda             | "Ciao, amore"                        | 18º   | 26        |
| 13º | Áustria       | Alemão            | Anita                      | "Einfach weg"                        | 19º   | 5         |
| 14º | Alemanha      | Alemão            | Mary Roos                  | "Aufrecht geh'n"                     | 13º   | 34        |
| 15º | Turquia       | Turco             | Beş Yıl Önce, On Yıl Sonra | "Halay"                              | 12º   | 37        |
| 16º | Finlândia     | Finlandês         | Kirka                      | "Hengaillaan"                        | 9º    | 46        |
| 17º | Suíça         | Alemão            | Rainy Day                  | "Welche Farbe hat der Sonnenschein?" | 16º   | 30        |
| 18º | Itália        | Italiano & Alemão | Alice & Franco Battiato    | "I treni di Tozeur"                  | 5º    | 70        |
| 19º | Portugal      | Português         | Maria Guinot               | "Silêncio e Tanta Gente"             | 11º   | 38        |

### Resultados
A ordem de votação no Festival Eurovisão da Canção 1984, foi a seguinte:

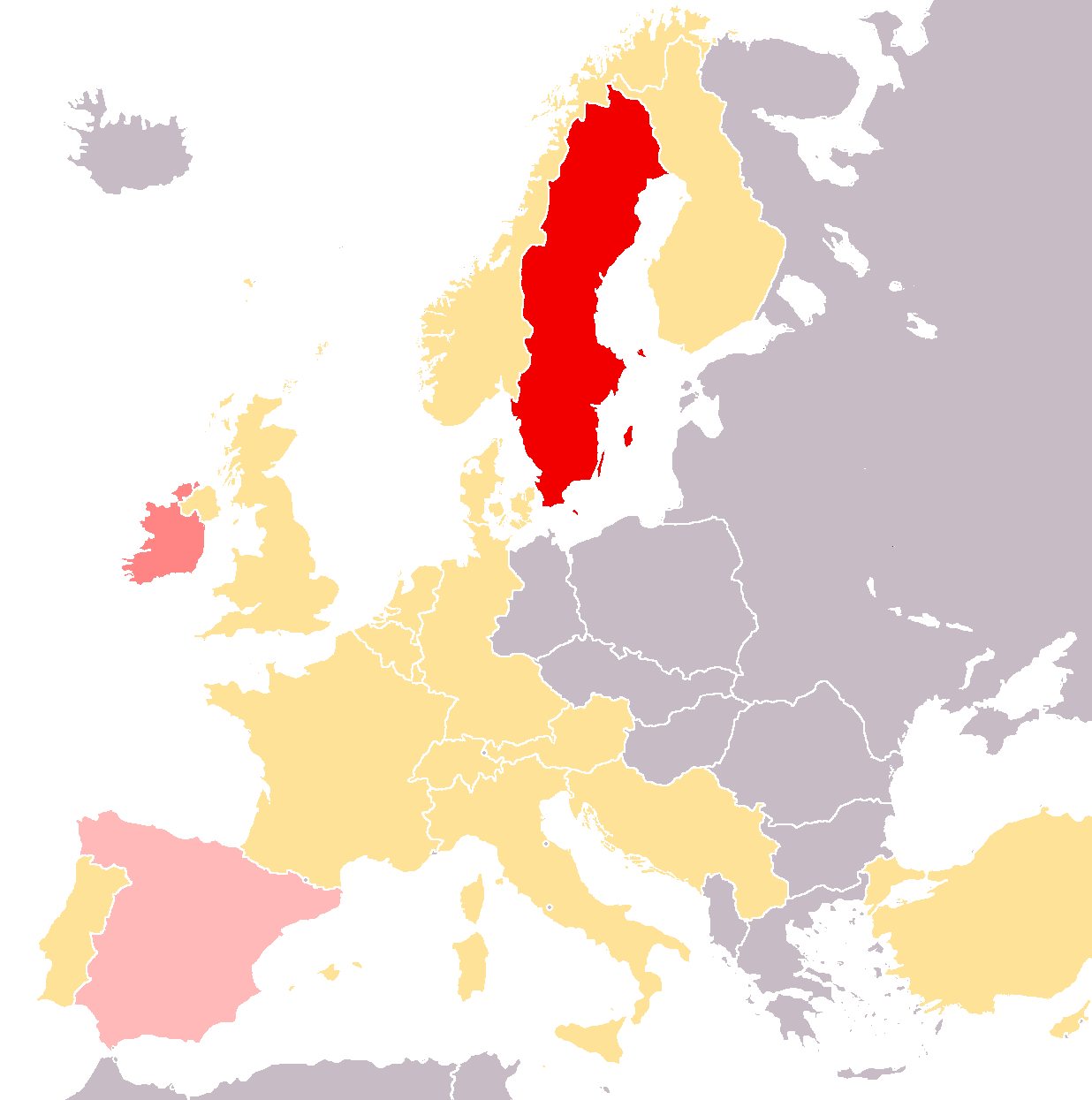
Vencedor
2º classificado
3º classificado

| Países Votantes | Países Pontuados | Países Pontuados | Países Pontuados | Países Pontuados | Países Pontuados | Países Pontuados | Países Pontuados | Países Pontuados | Países Pontuados     | Países Pontuados | Países Pontuados | Países Pontuados                              | Países Pontuados | Países Pontuados | Países Pontuados | Países Pontuados | Países Pontuados | Países Pontuados | Países Pontuados |
| --------------- | ---------------- | ---------------- | ---------------- | ---------------- | ---------------- | ---------------- | ---------------- | ---------------- | -------------------- | ---------------- | ---------------- | --------------------------------------------- | ---------------- | ---------------- | ---------------- | ---------------- | ---------------- | ---------------- | ---------------- |
| Países Votantes | Suécia           | Luxemburgo       | França           | Espanha          | Noruega          | Reino Unido      | Chipre           | Bélgica          | República da Irlanda | Dinamarca        | Países Baixos    | República Socialista Federativa da Iugoslávia | Áustria          | Alemanha         | Turquia          | Finlândia        | Suíça            | Itália           | Portugal         |
| Suécia          |                  |                  | 2                | 10               | 8                | 3                | 4                |                  | 12                   | 5                |                  |                                               |                  |                  | 6                | 7                | 1                |                  |                  |
| Luxemburgo      | 6                |                  |                  | 8                | 7                | 1                |                  | 12               | 5                    | 3                | 2                |                                               |                  |                  |                  |                  |                  | 10               | 4                |
| França          | 6                |                  |                  | 10               |                  |                  | 1                | 12               | 3                    | 8                | 7                | 2                                             |                  | 4                |                  | 5                |                  |                  |                  |
| Espanha         | 4                | 7                |                  |                  |                  | 3                |                  | 2                | 10                   | 6                | 8                |                                               |                  |                  |                  | 1                |                  | 12               | 5                |
| Noruega         | 10               |                  | 2                | 6                |                  | 8                |                  | 3                | 4                    | 12               |                  |                                               |                  | 7                |                  | 5                |                  | 1                |                  |
| Reino Unido     | 7                |                  | 6                | 4                |                  |                  |                  |                  | 8                    | 12               | 1                | 3                                             |                  | 2                | 5                |                  | 10               |                  |                  |
| Chipre          | 12               | 7                | 3                | 6                |                  | 2                |                  |                  | 10                   | 5                |                  | 8                                             |                  |                  |                  | 4                | 1                |                  |                  |
| Bélgica         | 7                |                  | 10               | 3                | 1                | 2                |                  |                  | 12                   | 8                |                  |                                               |                  | 6                | 4                |                  | 5                |                  |                  |
| Irlanda         | 12               | 5                |                  | 7                | 3                | 8                | 4                |                  |                      | 10               | 6                |                                               | 1                |                  | 2                |                  |                  |                  |                  |
| Dinamarca       | 12               | 5                |                  | 7                |                  | 1                | 10               |                  | 3                    |                  |                  |                                               | 4                | 2                |                  | 6                | 8                |                  |                  |
| Países Baixos   | 10               |                  | 12               | 2                |                  | 4                |                  | 8                | 7                    | 3                |                  |                                               |                  | 5                | 1                |                  |                  |                  | 6                |
| Iugoslávia      | 4                | 8                |                  | 2                |                  | 1                | 12               |                  |                      | 6                | 5                |                                               |                  |                  | 10               | 3                |                  |                  | 7                |
| Áustria         | 12               |                  | 8                | 6                |                  | 2                |                  | 3                | 10                   | 4                |                  |                                               |                  | 1                |                  | 5                |                  | 7                |                  |
| Alemanha        | 12               |                  |                  |                  | 2                | 7                |                  | 4                | 10                   | 5                |                  | 3                                             |                  |                  |                  | 1                |                  | 6                | 8                |
| Turquia         | 3                | 4                |                  | 12               |                  | 1                |                  | 5                | 10                   | 2                |                  | 8                                             |                  |                  |                  | 6                |                  | 7                |                  |
| Finlândia       | 8                |                  |                  |                  | 6                | 4                |                  | 10               | 7                    | 5                |                  | 2                                             |                  |                  | 3                |                  | 1                | 12               |                  |
| Suíça           | 10               |                  | 4                | 3                | 2                |                  |                  |                  | 12                   | 1                | 5                |                                               |                  |                  | 6                |                  |                  | 7                | 8                |
| Itália          | 6                | 3                | 7                | 8                |                  | 10               |                  | 1                | 12                   | 5                |                  |                                               |                  | 2                |                  |                  | 4                |                  |                  |
| Portugal        | 4                |                  | 7                | 12               |                  | 6                |                  | 10               | 2                    | 1                |                  |                                               |                  | 5                |                  | 3                |                  | 8                |                  |
| Total           | 145              | 39               | 61               | 106              | 29               | 63               | 31               | 70               | 137                  | 101              | 34               | 26                                            | 5                | 34               | 37               | 46               | 30               | 70               | 38               |
| Lugar           | 1º               | 10º              | 8º               | 3º               | 17º              | 7º               | 15º              | 5º               | 2º                   | 4º               | 13º              | 18º                                           | 19º              | 13º              | 12º              | 9º               | 16º              | 5º               | 11º              |
| Países Votantes | Suécia           | Luxemburgo       | França           | Espanha          | Noruega          | Reino Unido      | Chipre           | Bélgica          | República da Irlanda | Dinamarca        | Países Baixos    | República Socialista Federativa da Iugoslávia | Áustria          | Alemanha         | Turquia          | Finlândia        | Suíça            | Itália           | Portugal         |
| Países Votantes | Países Pontuados |                  |                  |                  |                  |                  |                  |                  |                      |                  |                  |                                               |                  |                  |                  |                  |                  |                  |                  |

| Países Votantes | Países Pontuados | Países Pontuados | Países Pontuados | Países Pontuados | Países Pontuados | Países Pontuados | Países Pontuados | Países Pontuados | Países Pontuados     | Países Pontuados | Países Pontuados | Países Pontuados                              | Países Pontuados | Países Pontuados | Países Pontuados | Países Pontuados | Países Pontuados | Países Pontuados | Países Pontuados |
| --------------- | ---------------- | ---------------- | ---------------- | ---------------- | ---------------- | ---------------- | ---------------- | ---------------- | -------------------- | ---------------- | ---------------- | --------------------------------------------- | ---------------- | ---------------- | ---------------- | ---------------- | ---------------- | ---------------- | ---------------- |
| Países Votantes | Suécia           | Luxemburgo       | França           | Espanha          | Noruega          | Reino Unido      | Chipre           | Bélgica          | República da Irlanda | Dinamarca        | Países Baixos    | República Socialista Federativa da Iugoslávia | Áustria          | Alemanha         | Turquia          | Finlândia        | Suíça            | Itália           | Portugal         |
| Suécia          | 0                | 0                | 2                | 10               | 8                | 3                | 4                | 0                | 12                   | 5                | 0                | 0                                             | 0                | 0                | 6                | 7                | 1                | 0                | 0                |
| Luxemburgo      | 6                | 0                | 2                | 18               | 15               | 4                | 4                | 12               | 17                   | 8                | 2                | 0                                             | 0                | 0                | 6                | 7                | 1                | 10               | 4                |
| França          | 12               | 0                | 2                | 28               | 15               | 4                | 5                | 24               | 20                   | 16               | 9                | 2                                             | 0                | 4                | 6                | 12               | 1                | 10               | 4                |
| Espanha         | 16               | 7                | 2                | 28               | 15               | 7                | 5                | 26               | 30                   | 22               | 17               | 2                                             | 0                | 4                | 6                | 13               | 1                | 22               | 9                |
| Noruega         | 26               | 7                | 4                | 34               | 15               | 15               | 5                | 29               | 34                   | 34               | 17               | 2                                             | 0                | 11               | 6                | 18               | 1                | 23               | 9                |
| Reino Unido     | 33               | 7                | 10               | 38               | 15               | 15               | 5                | 29               | 42                   | 46               | 18               | 5                                             | 0                | 13               | 11               | 18               | 11               | 23               | 9                |
| Chipre          | 45               | 14               | 13               | 44               | 15               | 17               | 5                | 29               | 52                   | 51               | 18               | 13                                            | 0                | 13               | 11               | 22               | 12               | 23               | 9                |
| Bélgica         | 52               | 14               | 23               | 47               | 16               | 19               | 5                | 29               | 64                   | 59               | 18               | 13                                            | 0                | 19               | 15               | 22               | 17               | 23               | 9                |
| Irlanda         | 64               | 19               | 23               | 54               | 19               | 27               | 9                | 29               | 64                   | 69               | 24               | 13                                            | 1                | 19               | 17               | 22               | 17               | 23               | 9                |
| Dinamarca       | 76               | 24               | 23               | 61               | 19               | 28               | 19               | 29               | 67                   | 69               | 24               | 13                                            | 5                | 21               | 17               | 28               | 25               | 23               | 9                |
| Países Baixos   | 86               | 24               | 35               | 63               | 19               | 32               | 19               | 37               | 74                   | 72               | 24               | 13                                            | 5                | 26               | 18               | 28               | 25               | 23               | 15               |
| Iugoslávia      | 90               | 32               | 35               | 65               | 19               | 33               | 31               | 37               | 74                   | 78               | 29               | 13                                            | 5                | 26               | 28               | 31               | 25               | 23               | 22               |
| Áustria         | 102              | 32               | 43               | 71               | 19               | 35               | 31               | 40               | 84                   | 82               | 29               | 13                                            | 5                | 27               | 28               | 36               | 25               | 30               | 22               |
| Alemanha        | 114              | 32               | 43               | 71               | 21               | 42               | 31               | 44               | 94                   | 87               | 29               | 16                                            | 5                | 27               | 28               | 37               | 25               | 36               | 30               |
| Turquia         | 117              | 36               | 43               | 83               | 21               | 43               | 31               | 49               | 104                  | 89               | 29               | 24                                            | 5                | 27               | 28               | 43               | 25               | 43               | 30               |
| Finlândia       | 125              | 36               | 43               | 83               | 27               | 47               | 31               | 59               | 111                  | 94               | 29               | 26                                            | 5                | 27               | 31               | 43               | 26               | 55               | 30               |
| Suíça           | 135              | 36               | 47               | 86               | 29               | 47               | 31               | 59               | 123                  | 95               | 34               | 26                                            | 5                | 27               | 37               | 43               | 26               | 62               | 38               |
| Itália          | 141              | 39               | 54               | 94               | 29               | 57               | 31               | 60               | 135                  | 100              | 34               | 26                                            | 5                | 29               | 37               | 43               | 30               | 62               | 38               |
| Portugal        | 145              | 39               | 61               | 106              | 29               | 63               | 31               | 70               | 137                  | 101              | 34               | 26                                            | 5                | 34               | 37               | 46               | 30               | 70               | 38               |
| Lugar           | 1º               | 10º              | 8º               | 3º               | 17º              | 7º               | 15º              | 5º               | 2º                   | 4º               | 13º              | 18º                                           | 19º              | 13º              | 12º              | 9º               | 16º              | 5º               | 11º              |
| Países Votantes | Suécia           | Luxemburgo       | França           | Espanha          | Noruega          | Reino Unido      | Chipre           | Bélgica          | República da Irlanda | Dinamarca        | Países Baixos    | República Socialista Federativa da Iugoslávia | Áustria          | Alemanha         | Turquia          | Finlândia        | Suíça            | Itália           | Portugal         |
| Países Votantes | Países Pontuados |                  |                  |                  |                  |                  |                  |                  |                      |                  |                  |                                               |                  |                  |                  |                  |                  |                  |                  |

#### 12 pontos
Os países que receberam 12 pontos foram os seguintes:
| # | Países Pontuados | Países Votantes                               |
| - | ---------------- | --------------------------------------------- |
| 5 | Suécia           | Alemanha, Áustria, Chipre, Dinamarca, Irlanda |
| 4 | Irlanda          | Bélgica, Itália, Suécia, Suíça                |
| 2 | Bélgica          | França, Luxemburgo                            |
| 2 | Dinamarca        | Noruega, Reino Unido                          |
| 2 | Itália           | Espanha, Finlândia                            |
| 2 | Espanha          | Portugal, Turquia                             |
| 1 | Chipre           | Jugoslávia                                    |
| 1 | França           | Países Baixos                                 |

### Maestros
Em baixo encontra-se a lista de maestros que conduziram a orquestra, na respectiva actuação de cada país concorrente. 
| País              | Maestro              |
| ----------------- | -------------------- |
| Suécia            | Curt-Eric Holmquist  |
| Luxemburgo        | Pascal Stive         |
| França            | François Rauber      |
| Espanha           | Eddy Guerin          |
| Noruega           | Sigurd Jansen        |
| Reino Unido       | John Coleman         |
| Chipre            | Pierre Cao           |
| Bélgica           | Jo Carlier           |
| Irlanda           | Noel Kelehan         |
| Dinamarca         | Henrik Krogsgaard    |
| Países Baixos     | Rogier van Otterloo  |
| Iugoslávia        | Mato Dosen           |
| Áustria           | Richard Österreicher |
| Alemanha          | Pierre Cao           |
| Turquia           | Selçuk Basar         |
| Finlândia         | Ossi Runne           |
| Suíça             | Mario Robbiani       |
| Itália            | Giusto Pio           |
| Portugal          | Pedro Osório         |
| Maestro anfitrião | Ronnie Hazlehurst    |

## Artistas repetentes
Em 1984, os repetentes foram:
| País (1984) | Foto                                       | Artista                               | Ano Anterior                   | País Representado | Canção                         | Tradução                  | Pontuação | Classificação |
| ----------- | ------------------------------------------ | ------------------------------------- | ------------------------------ | ----------------- | ------------------------------ | ------------------------- | --------- | ------------- |
| Alemanha    |                                            | Mary Roos                             | ESC 1984                       | Alemanha          | "Nur die Liebe läßt uns leben" | Só o amor nos deixa viver | 107       | 3º            |
| Iugoslávia  |                                            | Izolda Barudžija (com Vlado Kalember) | ESC 1982 (como parte dos Aska) | Jugoslávia        | "Halo, Halo" (Хало, хало)      | Alô! Alô!                 | 21        | 14º           |
| Iugoslávia  | ESC 1983 (como corista de Danijel Popović) | Izolda Barudžija (com Vlado Kalember) | Jugoslávia                     | "Džuli" (Џули)    | Júlia                          | 125                       | 4º        |               |